# Уэйнрайт, Джонатан Мэйхью
Джонатан Мэйхью Уэйнрайт (англ. Jonathan Mayhew Wainwright IV; 23 августа 1883 — 2 сентября 1953) — генерал, участник обороны Коррехидора в годы Второй мировой войны.

## Биография
Джонатан Уэйнрайт родился в Форте Уолла-Уолла (округ Уолла-Уолла, штат Вашингтон, США). Его отец был кавалерийским офицером, принимавшим участие в битве за Саньтяго-де-Куба во время Испано-американской войны, в 1902 году погиб на Филиппинах. Джонатан в 1901 году окончил высшую школу в Хайленд-Парке (штат Иллинойс), в 1906 году — Военную академию в Вест-Пойнте, и был распределён в кавалерию. В 1906—1908 году он служил в 1-м кавалерийском полку в Техасе, в 1908—1910 — на Филиппинах, где ему довелось стать свидетелем сражения при Холо во время восстания Моро. В 1916 году он окончил военную школу в Форт-Райли (штат Канзас) и был произведён в капитаны.
В феврале 1918 года Уэйнрайт был отправлен во Францию, где стал помощником начальника штаба 82-й пехотной дивизии США. Вместе с этой дивизией он принимал участие в Сен-Миельской операции и Мёз-Аргоннском наступлении. Получив временное звание подполковника, в составе 3-й армии он с 1918 по 1920 годы нёс оккупационную службу в Кобленце. После возвращения в ранг капитана он был повышен до майора.
После года службы в качестве инструктора при кавалерийской школе в Форт-Райли, Джонатан Уэйнрайт в 1921—1923 годах служил при Генеральном штабе, а в 1923—1925 годах — в 3-м кавалерийском полку в Форт-Майере (штат Вирджиния). В 1929 году он получил звание подполковника, в 1931 году прошёл повышение квалификации в Командно-штабной школе в Форт-Ливенуорте (округ Ливенуорт, штат Канзас), в 1934 году — в Армейском военном колледже. В 1935 году Уэйнрайт получил звание полковника, и до 1938 года был командиром 3-го кавалерийского полка. В 1938 году он получил звание бригадного генерала и стал командиром 1-го кавалерийского полка в Форт-Кларке (штат Техас).
В сентябре 1940 года Уэйнрайт получил временное звание генерал-майора и был отправлен на Филиппины в качестве командующего Филиппинским гарнизоном. После того, как в декабре 1941 года началось японское вторжение на Филиппины, американские и филиппинские войска отступили на полуостров Батаан и остров Коррехидор. Когда в марте 1942 года генерал Макартур покинул Филиппины и отбыл в Австралию, Уэйнрайт остался вместо него командующим всеми союзными силами на Филиппинах; тогда же он получил временное звание генерал-лейтенанта. 9 апреля 1942 года капитуляцией 70,000 человек под командованием генерал-майора Кинга завершилась Битва за Батаан. 5 мая 1942 года японцы атаковали Коррехидор, и 6 мая Уэйнрайт капитулировал. Капитуляция, ставшая самой крупной в истории армии США, вылилась в Батаанский марш смерти.
Уэйнрайт содержался в лагерях военнопленных на острове Лусон, затем на Тайване, и впоследствии — в Маньчжурии, где в августе 1945 года был освобождён советскими войсками. Он был самым высокопоставленным американским военным из числа находившихся в японском плену. После присутствия при церемонии подписания капитуляции Японии на борту линкора «Миссури» 2 сентября 1945 года, он вместе с английским генералом Персивалем вылетел на Филиппины, чтобы принять капитуляцию местных японских войск у генерал-лейтенанта Ямасита Томоюки.
5 сентября 1945 года Уэйнрайт получил четвёртую звезду на погоны, став генералом. 13 сентября в его честь состоялся парад в Нью-Йорке. Уэйнрайт стал командиром корпуса, с января 1946 года — командующим 5-й армией США. В августе 1947 года вышел в отставку, после этого был членом совета директоров ряда компаний.

## Память
В качестве личного оружия генерал Уэйнрайт использовал револьвер Colt Single Action образца 1873 года под патрон .45 Colt (номер 277996), купленный в июне 1906 года. После того, как 6 мая 1942 он отдал подчинённым приказ сдаться в плен японцам, он завернул свой револьвер в несколько слоёв промасленной бумаги и тряпки, после чего спрятал сверток в кроне дерева. После окончания войны в 1945 году револьвер был найден, в феврале 1946 года - доставлен в США и отправлен семье генерала. 4 июня 1956 года револьвер был передан на вечное хранение в музей академии в Уэст-Пойнте.